# Pyrausta sikkima
Pyrausta sikkima là một loài bướm đêm trong họ Crambidae.